# Boulat Okoudjava
Boulat Chalvovitch Okoudjava (en russe : Булат Шалвович Окуджава ; en géorgien : ბულატ ოკუჯავა) est un auteur-compositeur-interprète soviétique né à Moscou le 9 mai 1924 et mort à l'hôpital Percy de Clamart (banlieue de Paris) le 12 juin 1997.
C'est l'un des bardes les plus populaires de son époque, avec Vladimir Vyssotski. Son œuvre exprime son horreur de la guerre, l'observation patiente de la société soviétique et les amours douloureuses. Il est le chanteur du quartier de l'Arbat à Moscou. On le surnomme parfois le « Brassens soviétique ». Il est également l'auteur de plusieurs romans.

## Origines

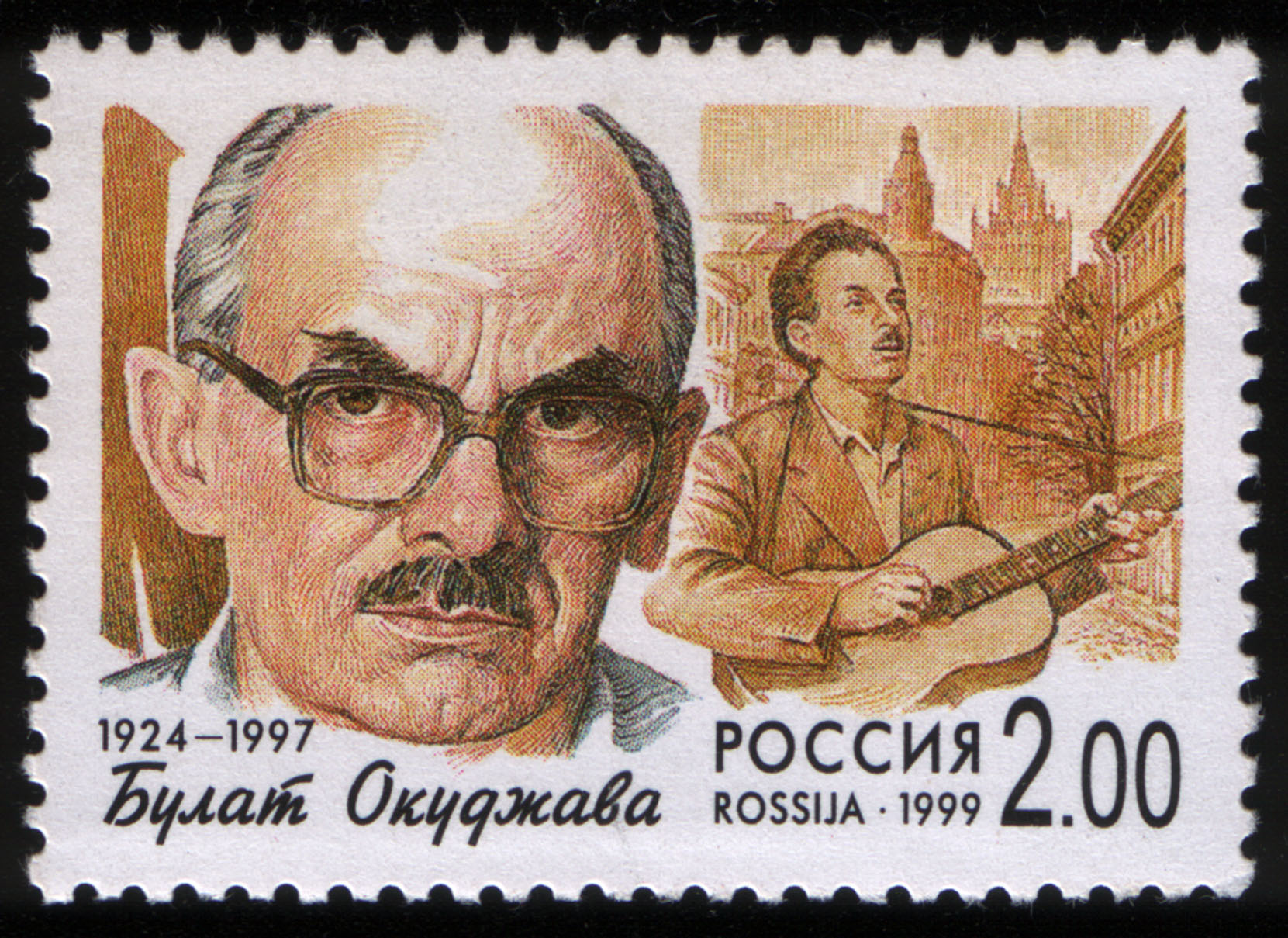
Timbre postal russe de 1999 en l'honneur de Boulat Okoudjava décédé deux ans auparavant.

Boulat Okoudjava naît à Moscou d'un père géorgien et d'une mère arménienne : Chalva Okoudjava (ru) et Achkhen Nalbandian. À sa naissance, tous deux aimant la littérature d'Oscar Wilde, ils nommèrent leur fils Dorian, du nom du héros du roman Le Portrait de Dorian Gray du poète irlandais. Après quelques mois, ils décidèrent de lui donner un nom moins exotique pour un enfant soviétique d'origine caucasienne et l'appelèrent ainsi Boulat.
Sa mère était la nièce du poète Vahan Térian. Son oncle Vladimir Okoudjava, un terroriste-anarchiste ayant fui l'Empire russe après un attentat raté, est revenu en Russie à bord du même train secret que Lénine (depuis la Suisse jusqu'à Pétrograd en 1917).

## Enfance et adolescence
Peu après la naissance de Boulat Okoudjava, son père fut envoyé dans le Caucase en tant que commissaire politique en Géorgie. L'enfant resta alors avec sa mère à Moscou où elle travaillait au sein du Parti communiste de l'Union soviétique. À 6 ans, Boulat Okoudjava fut envoyé à Tbilissi pour y suivre sa scolarité dans une classe russophone. Son père devint le secrétaire du bureau du parti de Tbilissi. Il fut ensuite envoyé en tant que secrétaire du parti au sein du Uralvagonzavod à Nijni Taguil où sa famille le rejoignit quelque temps après son arrivée. Début 1937, son père, Chalva Okoudjava, fut arrêté pour être lié à un courant trotskiste (courant politique opposé au Stalinisme) et accusé d’espionnage. Il fut fusillé le 4 août 1937. Il fut réhabilité en 1956, après la mort de Staline. Deux de ses frères, oncles de Boulat Okoudjava, furent aussi exécutés pour avoir été  trotskistes. En février 1937, après l'arrestation de Chalva Okoudjava, sa femme et son fils, Boulat Okoudjava, partirent pour Moscou où ils emménagèrent dans une Kommounalka sur la rue Arbat, rue dans laquelle les parents de Boulat Okoudjava avaient déjà vécu à la naissance de Boulat. En 1938, la mère de Boulat Okoudjava fut arrêtée à son tour et envoyée au Camp de travail pénitentiaire Karlag. Elle n'en reviendra qu'en 1947. En 1940, Boulat Okoudjava fut accueilli par des membres de sa famille à Tbilissi. En 1941, une tante de Boulat Okoudjava, Olga Okoudjava, fut fusillée.

## Guerre et après-guerre
En 1942, alors que Boulat Okoudjava était engagé volontaire dans l'armée rouge depuis août, il fut blessé au front transcaucasien près de Mozdok le 16 décembre. Après cela, il resta soldat sans combattre jusqu'en mars 1944. Il fut médaillé de la bataille du Caucase et de la victoire sur l'Allemagne et, en 1985, il reçut l'Ordre de la Guerre patriotique.
À la fin de la Seconde Guerre mondiale, il retourna à Tbilissi. Après avoir été diplômé de l'Université d'État de Tbilissi en 1950, il enseigna dans les environs de Kalouga.

## Poète et chanteur

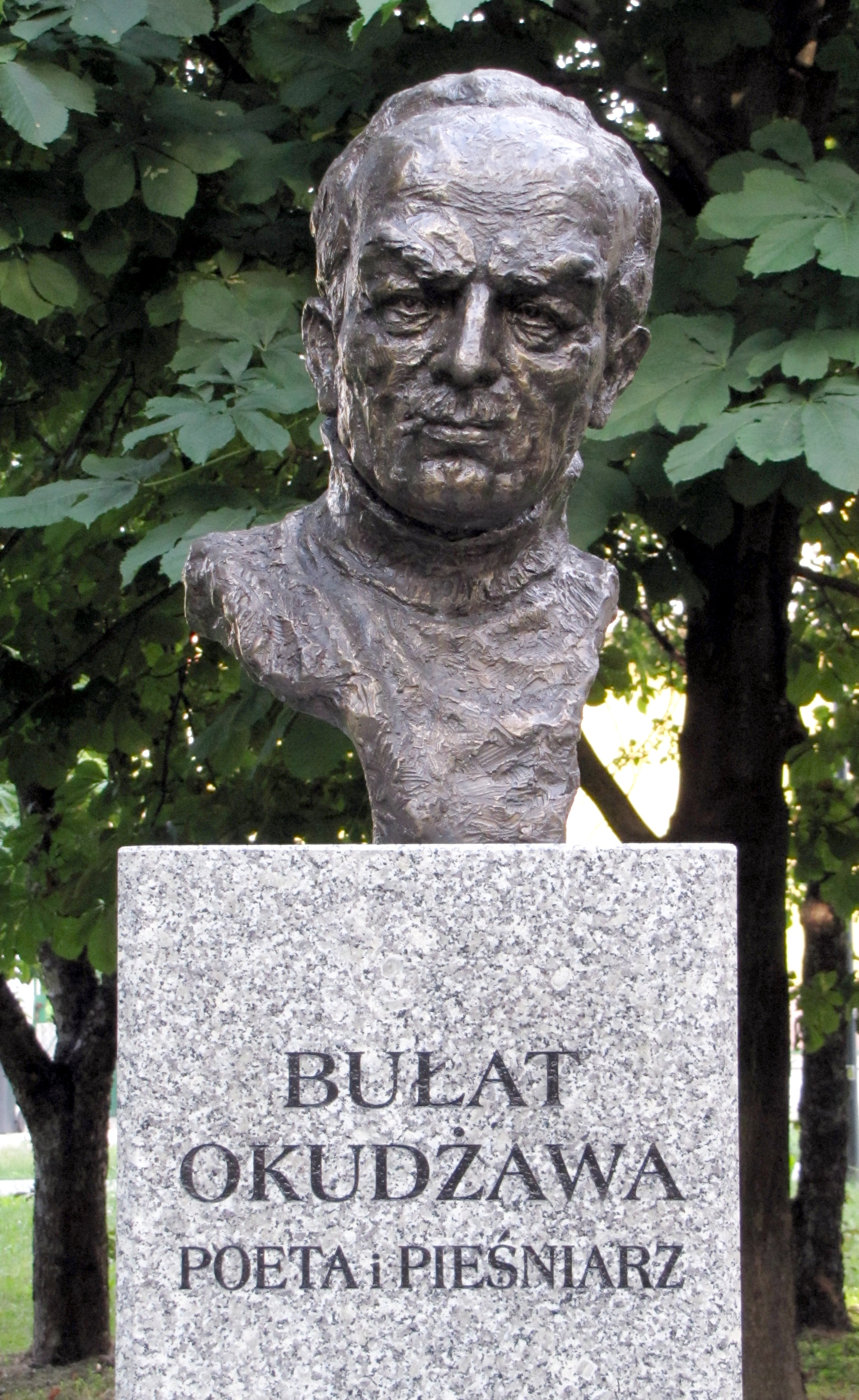
Buste de Boulat Okoudjava sur l'allée de la Renommée à Kielce en Pologne.

Avant de commencer sa carrière de poète, Boulat Okoudjava écrivait déjà durant son temps libre au sein de l'Armée rouge. Certains de ses poèmes furent publiés dans le journal du front, tout d'abord sous le pseudonyme de "A. Dolzhenov". En 1956, il commence à publier ses poèmes dans les journaux régionaux. Malgré les tracasseries du pouvoir et la lourdeur de la censure (hormis des publications dans des samizdats comme Sintaksis, pas de parution écrite ou de disque vinyle avant 1970), son succès vient des textes mis en musique, chantés par le poète qui s'accompagne à la guitare. En 1961, Boulat Okoudjava donne son premier concert en cercle restreint à Kharkiv. En 1962, il se montre au grand public en chantant sa chanson Le trolleybus de minuit dans le film soviétique Réaction en chaîne. Plus de 80 de ses chansons et poèmes résonnent par la suite à travers le cinéma soviétique, comme Nous avons besoin d'une victoire (Nam nuzhna odna pobeda, 1969) dans La Gare de Biélorussie de Andreï Smirnov, Brûle, brûle, mon feu de camp dans L'Oiseau de bronze (1974) de Nikolaï Kalinine, ou encore Les Gardes de l'Amour dans La Porte Pokrovski (1982) de Mikhaïl Kozakov.
En 1967, lors d'un voyage à Paris, il enregistre une vingtaine de chansons dans les studios du Chant du Monde. L'année suivante, le vinyle Le Soldat en papier paraît en France. La même année, un vinyle avec ses chansons sort en Pologne. Dans les années 1970, les premiers vinyles purent être imprimés et vendus aussi en URSS.
Boulat Okoudjava écrit et compose aussi avec d'autres artistes, notamment avec la polonaise Agnieszka Osiecka ou encore Isaak Schwarz. Avec ce dernier, il compose en tout 32 chansons.
Durant les années 1990, il vit dans sa maison de campagne à Peredelkino tout en donnant des concerts à Moscou, Saint-Pétersbourg, en Allemagne, en France, au Canada, aux États-Unis et en Israël.
Il donne son dernier concert le 23 juin 1995 au siège de l'UNESCO à Paris.

## Littéraire
Dès 1961, Boulat Okoudjava publia des nouvelles, dont certaines autobiographiques, dans différents journaux. En 1976, il publia son premier roman. Il en écrira encore trois autres. Il écrira aussi de nombreuses histoires pour enfants. Il fut rédacteur au sein de plusieurs journaux littéraires, dont la Literatournaïa gazeta. En 1961, il quitta cependant toute fonction salariée et ne s'adonna qu'à ses occupations artistiques.  
Plusieurs de ses œuvres ont été traduites en français et publiées par les Éditions Albin Michel.  
Les russophones amoureux de poésie du monde lui doivent également de nombreuses traductions d’œuvres lyrique arabes, espagnoles et des langues de l'ancien bloc soviétique.
En 1962, Boulat Okoudjava intégra l'Union des écrivains soviétiques.

## Prises de positions politiques
Dès le début de la Perestroïka, Boulat Okoudjava s’impliqua politiquement dans la société russe. En 1989, il rejoignit le PEN club et quitta le Parti communiste de l'Union soviétique en 1990 (peu de temps avant sa dissolution). Dès 1992, il fit partie de la commission de médiation politico-juridique auprès du président de la fédération de Russie. En 1994, il intègre le comité de gérance du prix d'État de la fédération de Russie. De plus, il fut membre actif de l'ONG russe Memorial.
Il condamna la politique de Staline et ses purges durant lesquelles son père, deux de ses oncles et une tante furent assassinés et sa mère déportée durant neuf années, mais aussi la révolution de Lénine qui mena bien au règne du communisme auquel ses parents croyaient, mais qui détruisit des millions de vies. Il dépeignit cela notamment dans son poème Ну что, генералиссимус прекрасный... (Qu'en dis-tu, mon général si parfait ?). Lors d'une interview avec la Novaïa Gazeta en 1992, il n'hésita pas à tirer les parallèles entre le communisme de Staline (Stalinisme) et le nazisme. En 1993, il signa la Lettre des quarante-deux (en), sorte de pétition contre la création de tout parti ressemblant de près ou de loin à un parti communiste à travers le monde, et dénonça ainsi le comportement des députés russes durant la Crise constitutionnelle russe.

## Mort

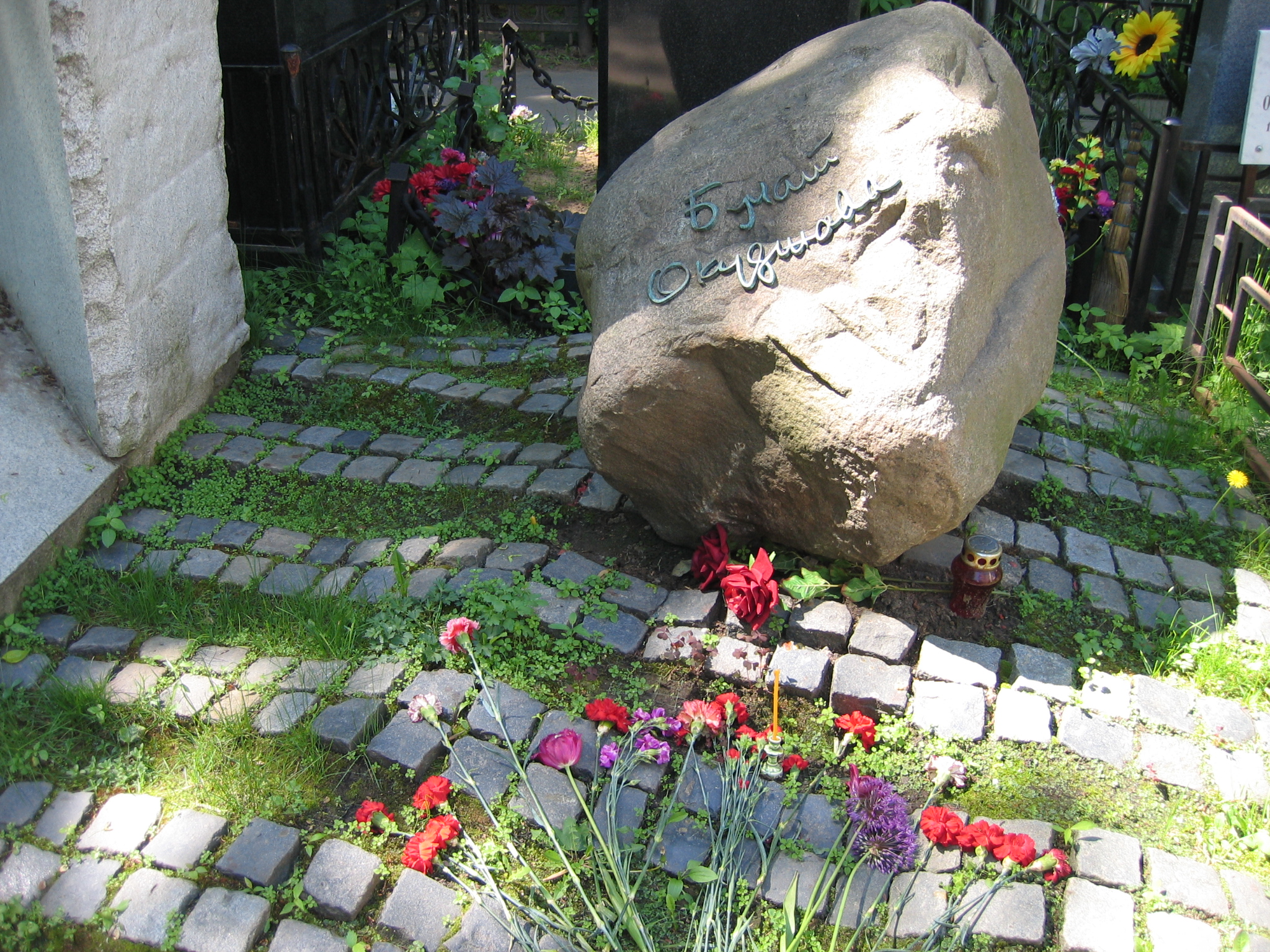
Tombe d'Okoudjava au cimetière Vagankovo de Moscou.

Boulat Okoudjava meurt au cours d'un voyage le 12 juin 1997 à l'hôpital Percy à Clamart en banlieue parisienne. Peu de temps avant sa mort, il s'était fait baptiser à Paris par un moine du monastère des Grottes de Pskov. La coutume orthodoxe veut que l'on choisisse un nom religieux lors du baptême, Boulat Okoudjava choisi le nom de Ioann, en honneur à Saint-Jean-le-Guerrier. Il est inhumé au cimetière Vagankovo de Moscou.

## Influences
Boulat Okoudjava désignait Alexandre Pouchkine, Ernst Theodor Amadeus Hoffmann et Boris Pasternak comme ses poètes préférés.
Vladimir Vyssotski disait de Boulat Okoudjava que celui-ci était son « enseignant d'âme ». Boulat Okoudjava a aussi influencé Alexandre Galitch et Youri Vizbor. Boulat Okoudjava a ainsi créé un nouveau genre de musique.
Boulat Okoudjava a joué pendant de nombreuses années sur une guitare russe à 7 cordes en « accord majeur tzigane » (cinquième corde en Do). Plus tard il jouera cependant sur une guitare classique à six cordes (éliminant cependant la quatrième corde en ré pour garder le do).

## Famille
Boulat Okoudjava a été marié deux fois. Avec sa première femme, Galina Smolyaninova (1926-1965), il a eu deux enfants : Igor (1954-1997) et une fille (morte en bas âge). Après la mort de sa femme, il se remarie avec Olga Artsimovitch, nièce de Lev Artsimovitch. De cette union est né un fils, Anton (1965).

## Distinctions

### Médailles
- Médaille pour la Bataille du Caucase : 1944
- Médaille pour la victoire sur l'Allemagne dans la Grande Guerre patriotique de 1941-1945 : 1945
- Ordre de l'Amitié des peuples : 1984
- Ordre de la Guerre patriotique : 1985
- Médaille de Joukov : 1996
- Médaille d'honneur du Conseil de la Fondation soviétique pour la paix

### Prix et nominations
- Premier prix "Couronne d'or" du Soirées poétiques de Struga : 1967
- Premier prix "Guitare dorée" d'un festival de musique de Sanremo : 1985
- Doctorat honoris causa de l'Université de Norwich : 1990
- Prix bulgare Penyo Penev : 1990
- Prix Sakharov "pour le courage dans la littérature" : 1991
- Prix d'État de l'URSS : 1991
- Prix Booker russe : 1994[13]
- Citoyen d'honneur de Kalouga : 1996

### Monuments et divers

Monument en l'honneur de Boulat Okoudjava sur la rue Arbat à Moscou.

- L'astéroïde 3149 Okudzhava découvert par l'astronome tchèque Zdeňka Vávrová en 1981 porte son nom.

- Un musée national en l'honneur de Boulat Okoudjava fut inauguré le 31 octobre 1999 au Sud-Ouest de Moscou.
- Depuis 1998, un prix de littérature russe porte son nom.
- L'école N°69 de Moscou porte son nom depuis 1998.
- Une plaque commémorative a été dévoilée le 9 mai 2015 en sa mémoire à Nijni Taguil, où il vécut de 1936 à 1937.
- En 2002 est inaugurée une statue en l'honneur de Boulat Okoudjava sur la rue Arbat.
- Une deuxième statue est inaugurée à Moscou dans le centre d'éducation n°109.
- Une demi douzaine de festivals de chansons et de poésie russes portent son nom.

## Œuvres

### Chansons
- Lieder II, Pläne, Dortmund, 1988 (enregistré en 1986 par Melodiya, Moscou)
- Le Soldat en papier, Le Chant du Monde, 1993/1999, Harmonia Mundi, LDX 27443
- Arbat
- Votre noblesse ou Neuf grammes dans le cœur - chansons du film Le Soleil blanc du désert (1970) interprétée par Pavel Louspekaïev[14]
- La Prière de François Villon

### Littérature
- La Cuiller, titre original : «Будь здоров, школяр» (traduit du russe par Tatiana Roy), Julliard, 1967,  (EAN 2000055533902)
- Pauvre Avrossimov, titre original : «Бедный Авросимов» (traduit du russe par Nina Nidermiller), collection « Les Grandes Traductions », Albin Michel, 1972,  (EAN 2000071481829)
- L'amour-toujours ou Les tribulations de Chipov. Histoire vraie racontée sur un air de vaudeville ancien titre original : «Похождения Шипова, или Старинный водевиль», (traduit du russe par Marie-France Tolstoï ; préface de l'auteur pour l'édition française), collection « Les Grandes Traductions », Albin Michel, Paris, 1982,  (ISBN 2-226-01450-0)
- Un banquet pour Napoléon, titre original : «Свидание с Бонапартом» (traduit du russe par Antoinette Roubichou-Stretz), Albin Michel, Paris, 1985,  (ISBN 2-226-02260-0)
- La Femme de mes rêves[15], titre original : «Девушка моей мечты» (traduit du russe par Anne-Marie Susini), collection « Les Grandes Traductions », Albin Michel, Paris, 1991,  (ISBN 2-226-05372-7)

## Citation
« Cette voix qui chantait comme personne avant, sans aucune fausse note de patriotisme, sur Moscou, sur la guerre, traduisait la nostalgie d'une patrie qui n'est plus. Rien de politique dans ses chansons, mais tant de sincérité, tant de douleur que les autorités n'ont pas pu le supporter. Poursuivi par la haine et la sottise, Boulat Okoudjava aura sans doute été le premier poète persécuté sous nos yeux. »

— Vladimir Boukovski, Mémoires.